# Judge Judy

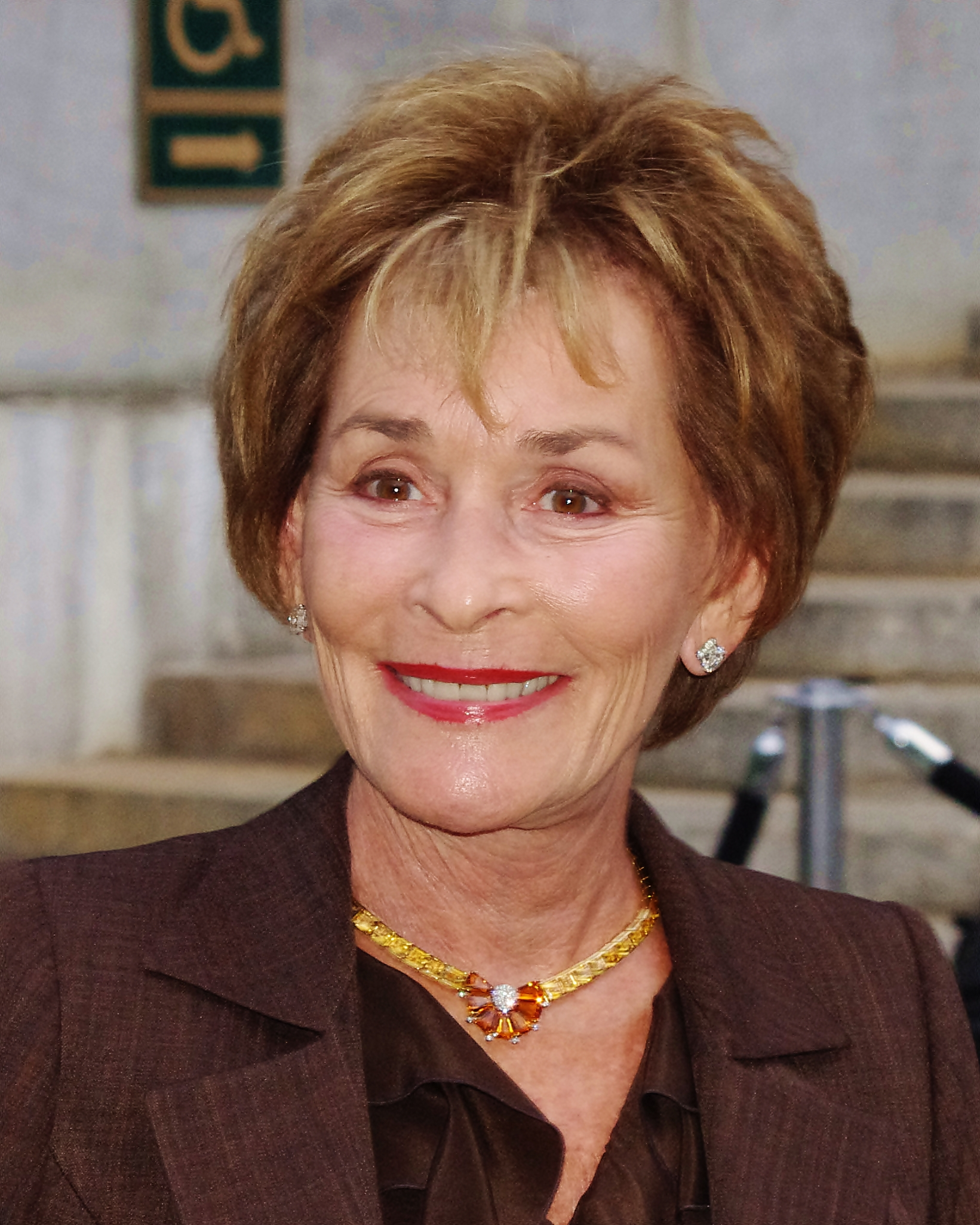
Judith (Judge Judy) Sheindlin

Judge Judy is een Amerikaans realitytelevisieprogramma waarin geschillen worden behandeld door rechter Judith Sheindlin.
Het programma werd voor het eerst uitgezonden in september 1996. Het was direct een groot succes en is in de eerste jaren ook in een aantal Europese landen uitgezonden, waaronder in Nederland. Na een aantal jaar stopten de Nederlandse zenders met het uitzenden van de programma's, maar in de Verenigde Staten bestaat het programma nog altijd. In 2013 sloot Sheindlin een overeenkomst met CBS om ten minste tot en met 2017 het programma te blijven maken.
Het succes is vooral te danken aan de persoon van Sheindlin, een rechter die haar juridische carrière begon met het behandelen van zaken omtrent echtscheiding en voogdij. Haar no-nonsense benadering van de klagers en aangeklaagden is zeer direct en laat geen ruimte voor onduidelijkheid. Ze staat erom bekend harde sneren uit te delen aan mensen die hoofd- en bijzaken niet van elkaar scheiden, een gesprek onderbreken, recalcitrant of inconsistent zijn, of geen verantwoordelijkheid nemen. Zelf heeft ze aangegeven dat ze vooral het publiek wil meegeven eigen verantwoordelijkheid te nemen voor hun daden.
De zaken zijn kleinere zaken die in 'small claims courts' dienden, vergelijkbaar met de Nederlandse kantonrechter of Belgische vrederechter. De zaken werden door partijen zelf aan het programma voorgelegd of geselecteerd door medewerkers van het programma. Voorbeelden zijn niet terugbetaalde leningen tussen bekenden, disputen over huur of verdeling van zaken na het einde van een relatie, en kleinere schadeclaims.
Eventuele geldbedragen worden door het televisieprogramma aan de winnaar uitbetaald. Daarbij krijgen partijen ook reiskostenvergoeding en een vergoeding voor hun aanwezigheid. In de zaken die behandeld worden, wordt niet officieel recht gesproken; de deelnemers hebben van tevoren ingestemd met een onafhankelijke arbitrage en met de uitkomst daarvan. Eenzelfde programmaformule is van toepassing op het Nederlandse televisieprogramma De Rijdende Rechter van de NCRV, hoewel dit geen bedragen aan partijen uitbetaalt.
Sheindlin vonnist over het algemeen als volgt:
- Ze kent een van de partijen een geldbedrag toe (tot een maximum van USD 5,000) en eventueel aan één of aan beiden een prestatie in natura;
- Ze wijst beide vorderingen af en verwerpt de zaak. Ook dit geldt als een bindende uitspraak;
- Ze verwijst de zaak terug naar de reguliere rechtspraak, waardoor het partijen vrij staat de zaak via de reguliere kanalen aanhangig te maken. Dit gebeurt zelden, Sheindlin doet dit vooral wanneer ze meent dat haar uitspraakmaximum van USD 5,000 onvoldoende recht doet aan de winnaar, of als ze vermoedt dat eiser en gedaagde samenspannen om de show geld af te troggelen.

Het programma is nog altijd redelijk populair op de Amerikaanse televisie, met dagelijks ruim negen miljoen kijkers, al is er ook kritiek van onder anderen Joseph Wapner, een rechter die al in 1981 op televisie kwam met een soortgelijk programma, The People's Court. Hij heeft vooral kritiek op de stijl van het programma, die naar zijn mening in het geheel niet overeenkomt met de manier waarop Amerikaanse rechtbanken zaken behandelen.
In 2015 zond in Nederland de tv-zender RTL 8 het programma uit. In 2016 zendt de tv-zender Fox het programma in Nederland uit. Het programma wordt ook in België uitgezonden op de tv-zender Fox.